# Laura Janner-Klausner
Laura Naomi Janner-Klausner (em hebraico:  לוֹרָה ג׳אָנֶר-קלְוֹזנֶר, nascida em 1 de agosto de 1963) é uma rabina britânica e treinadora de inclusão e desenvolvimento que foi a primeira rabina sênior a reformar o judaísmo de 2011 a 2020. Laura cresceu em Londres antes de estudar teologia na Universidade de Cambridge e se mudar para Israel em 1985, morando em Jerusalém por 15 anos. Ela retornou à Grã-Bretanha em 1999 e foi ordenada no Leo Baeck College, atuando como rabina na Sinagoga Alyth (Sinagoga da Reforma do Noroeste) até 2011. Ela pe rabina na Bromley Reform Synagogue, no sudeste de Londres, desde abril de 2022.
Laura Janner-Klausner representa uma voz judaica progressista para os judeus britânicos e para o público em geral, falando sobre assuntos que incluem Israel-Palestina, justiça social, casamento entre pessoas do mesmo sexo e relações inter-religiosas. Laura é um locutor regular de programas como Thought for the Day da BBC Radio 4, Pause for Thought da BBC Radio 2 e The Big Questions e Sunday Morning Live da BBC One. Em novembro de 2014, o Huffington Post informou que Laura estava "se tornando rapidamente a líder judaica de maior destaque no país" e a descreveu como "extremamente simpática, enfática, intensa e franca". Em 2018, ela apareceu na lista The Progress das 1000 pessoas mais influentes de Londres. Ela escreveu um livro sobre o tema da resiliência, Bitesize Resilience: A Crisis Survival Guide, que foi lançado em 7 de maio de 2020. Ela é copresidente da Comissão Inter-religiosa Global sobre Vidas LGBT+ e membro honorário do Centro Edward Cadbury para a Compreensão Pública da Religião da Universidade de Birmingham. Ela também é membro da Royal Society of Arts.

## vida e carreira

### Infância e educação
Laura Janner-Klausner foi criada no norte de Londres e frequentou a South Hampstead High School. Quando jovem, Laura viajava regularmente aos fins de semana com seu pai, Greville Janner, um Conselheiro da Rainha (QC) e depois um membro trabalhista do Parlamento. O tio-avô de Laura, Rabino Chefe Emérito da Grã-Bretanha, Sir Israel Brodie, teve uma influência profunda em seu crescimento. Seus irmãos são Marion Janner OBE, uma ativista de saúde mental, e Daniel Janner QC, um advogado.
Inicialmente membro da Sinagoga de Hampstead Garden Suburb, uma congregação afiliada à Sinagoga Unida de Judeus Ortodoxos Britânicos, Laura Janner-Klausner menciona frequentemente que seu bat mitzvah (cerimônia que insere o jovem judeu como um membro maduro na comunidade judaica) foi um momento crucial de sua vida. Ela ficou tão insatisfeita com a experiência que deixou a Sinagoga Hampstead Garden Suburb no dia seguinte. Laura posteriormente se envolveu em atividades juvenis na Sinagoga Reformada de Alyth Gardens, perto de Golders Green, desenvolvendo uma paixão pelos valores de igualitarismo e justiça social do judaísmo reformista e expressando interesse em se tornar rabina já aos 13 anos.
Laura Janner-Klausner passou seu ano sabático em Israel e foi representante do Judaísmo Reformista Britânico no Machon L'Madrichei Chutz La'Aretz (Instituto para Líderes Juvenis do Exterior). Ela retornou a Londres em 1982 e tornou-se membro fundadora do RSY-Netzer, que é hoje o maior movimento juvenil judeu no Reino Unido.
Laura estudou teologia na Universidade de Cambridge, onde foi ensinada por Rowan Williams, mais tarde Arcebispo de Canterbury. Ela estudou com a professora Linda Woodhead, hoje professora de sociologia da religião na Universidade de Lancaster. Ela fazia parte do executivo da União de Estudantes Judeus e dirigia a Sociedade de Israel e a Sociedade Judaica Progressista de sua universidade.

### Carreira em Israel
Após sua formatura em 1985, aos 22 anos, Laura Janner-Klausner mudou-se para Israel e começou a lecionar história judaica, judaísmo e liderança juvenil no Machon L'Madrichei Chutz La'Aretz. Ela trabalhou lá continuamente até 1998 e mais tarde tornou-se Diretora do departamento de língua inglesa.
Laura Janner-Klausner começou a trabalhar em 1992 no Melitz, um centro educacional especializado no povo judeu com sede em Jerusalém, e mais tarde atuou como Diretora do Centro de Encontros Cristãos com Israel, onde ajudou a treinar guias turísticos palestinos em Belém e Jerusalém. Ela também liderou a facilitação do diálogo Israel-Palestina para o programa "A Paz do Povo" da União Europeia, após o Acordo de Oslo I de 1993.
Antes de voltar a morar em Londres, Laura Janner-Klausner estudou no Seminário Teológico Judaico em Jerusalém e adquiriu pós-graduação em Gestão de Centros Comunitários na Universidade Hebraica e Serviço Comunal Judaico com foco em educação judaica na Universidade Brandeis, Massachusetts.

### Voltar para Londres
Laura Janner-Klausner regressou a Londres em 1999 com o marido David e os três filhos, citando a intensidade ideológica de viver em Jerusalém como a principal razão. Ela logo começou a treinar para se tornar rabina no Leo Baeck College, atuando em muitas congregações como rabina estagiária - incluindo a Sinagoga Alyth (North Western Reform Synagogue), a sinagoga onde ela desenvolveu uma paixão pelo Judaísmo Reformista e seus valores igualitários quando adolescente. Após sua ordenação, Laura tornou-se Rabina em Alyth.
Em 2008, Laura Janner-Klausner apareceu em uma série de rádio da BBC apresentada por Jonathan Freedland, intitulada Judeus Britânicos e o Sonho de Sião, discutindo o Plano de Partição das Nações Unidas para a Palestina de 1947. Ela então começou a transmitir regularmente em programas como o Today da BBC Radio 4 (no slot Thought for the Day) e o The Big Questions da BBC One.
Enquanto rabina em Alyth, Laura começou a presidir a British Friends of Rabbis for Human Rights, uma organização israelense de direitos humanos. Até 2011, ela havia sido Rabina em Alyth por oito anos, uma comunidade com 3.000 membros.

### Rabina Sênior para Reformar o Judaísmo
Em julho de 2011, Laura Janner-Klausner tornou-se a primeira rabina sênior a reformar o judaísmo, posição inicialmente intitulada "Rabina do Movimento". A presidente eleita do Judaísmo Reformista, Jenny Pizer, disse que Janner-Klausner era "uma locutora e escritora influente, uma grande professora e uma rabina popular de uma de nossas comunidades prósperas".
A Assembleia dos Rabinos Reformistas criou a posição para aumentar a voz do Judaísmo Reformista e representar as suas comunidades constituintes a nível nacional, tanto dentro da comunidade judaica britânica como do público em geral.
Pouco depois de ser nomeada, Laura Janner-Klausner estabeleceu como parte de sua agenda a melhoria das relações periodicamente tensas entre o Judaísmo Ortodoxo e o Reformista. Sobre a seleção de Ephraim Mirvis como Rabino Chefe das Congregações Hebraicas Unidas em dezembro de 2012, ela disse: "Saúdo a nomeação do Rabino Mirvis como outra voz poderosa para os judeus britânicos. Estou ansiosa para trabalhar em estreita colaboração com ele como parceira em áreas de interesse comum para a comunidade judaica e em geral". Desde então, Laura disse sobre o Rabino Mirvis: "ele fez alguns comentários muito positivos sobre inclusão e trabalho conjunto e foi muito bem recebido. Infelizmente, não está acontecendo na realidade."
Em novembro de 2014, Laura Janner-Klausner apareceu em "Beyond Belief" do The Huffington Post, uma série de entrevistas com britânicos que usam a fé "para criar uma força para uma mudança positiva". O artigo, intitulado "Como a única mulher religiosa da Grã-Bretanha assumiu o controle do sistema religioso e venceu", explorou o início da vida e a carreira profissional de Laura. Relatou que ela melhorou dramaticamente o status do Judaísmo Reformista na Grã-Bretanha e estava "rapidamente se tornando a líder judaica de maior destaque no país".
Em 7 de julho de 2020, Laura Janner-Klausner anunciou que deixaria o cargo de Rabina Sênior para Reformar o Judaísmo. O Presidente do Judaísmo Reformista, Geoffrey Marx, disse que ela "transformou o Judaísmo Reformista" e "que seu trabalho tornou a Grã-Bretanha melhor".

### Resiliência mínima: um guia de sobrevivência em crises
Em maio de 2020, BitesizeJanner-Klausner publicou seu livro Bitesize Resilience: A Crisis Survival Guide. O livro baseia-se em sua experiência pastoral como rabina e em sua experiência pessoal ao lidar com as acusações feitas contra o seu pai, para oferecer um guia diário para a construção de resiliência. Como o livro foi concluído durante a pandemia de coronavírus de 2020, ela optou por usar seu lançamento para incentivar doações à Fundação Molly Rose.
Em 18 de junho de 2020, Laura Janner-Klausner foi anunciada como presidente do painel de jurados do Prêmio Literário Wingate 2021, descrito como "um dos principais prêmios literários do mundo judaico".
Em 2022, foi anunciado que ela retornaria ao púlpito como rabina congregacional na Sinagoga Reformada de Bromley a partir de abril.

## Advocacia e pontos de vista

### Relações inter-religiosas
Laura Janner-Klausner é uma voz proeminente nas relações inter-religiosas britânicas e reúne-se regularmente com representantes de comunidades cristãs e muçulmanas. Ela é presidente do Conselho de Cristãos e Judeus e trabalhou com organizações como o Fórum das Três Religiões e a Rede Inter-religiosa para o Reino Unido. Tendo estudado teologia cristã na universidade, Laura trabalhou com a Igreja Metodista, a Igreja da Escócia e os Quakers para aprofundar os laços inter-religiosos.
Em maio de 2013, após o assassinato de Lee Rigby, Laura Janner-Klausner juntou-se aos líderes religiosos em solidariedade aos residentes de Woolwich e à sua comunidade muçulmana no Centro Islâmico de Greenwich. Com grupos de extrema direita, incluindo a Liga de Defesa Inglesa e o Partido Nacional Britânico, organizando protestos em resposta ao assassinato cometido por um extremista muçulmano, ela afirmou que "um único ato extremo... não reflete o que é a comunidade muçulmana britânica mais ampla".

### LGBT+
Laura Janner-Klausner apoia fortemente o casamento entre pessoas do mesmo sexo, que ela chama de “casamento igualitário”. Referindo-se à legalização do casamento gay, ela disse que "nosso ponto de partida, meio e ponto final é uma questão de igualdade". Em março de 2014, o casamento entre pessoas do mesmo sexo foi legalizado na Grã-Bretanha. Laura assinou uma carta aberta de líderes religiosos cristãos e judeus, incluindo Danny Rich, executivo-chefe do Judaísmo Liberal, e Alan Wilson, bispo de Buckingham, expressando apoio ao casamento gay. Os líderes disseram que iriam “regozijar-se” com a introdução do casamento gay. Laura foi reconhecida como uma líder religiosa na área da discriminação anti-LGBT+ e foi nomeada para o Conselho Consultivo Inter-Religioso da Fundação Ozanne.

### Refugiados
Laura Janner-Klausner emergiu como uma das principais vozes religiosas britânicas na questão dos direitos dos refugiados. Ela esteve envolvida em trazer a questão à proeminência pública, escrevendo em agosto de 2015 que "quando o povo judeu olha para os migrantes de Calais, nós nos vemos" e sendo uma das principais vozes numa carta assinada por mais de 200 representantes judeus rotulando o a resposta do governo foi "terrível". Laura foi especialmente vocal sobre o tema da Selva de Calais, visitando-a em várias ocasiões. Em setembro de 2015, foi feito um curta-metragem documentando a visita de Janner-Klausner à selva ao lado do Imam Qari Muhammad Asim. Durante o debate sobre a Emenda Dubs à Lei de Imigração para conceder a entrada de 3.000 crianças refugiadas não acompanhadas no Reino Unido, ela falou extensivamente a seu favor. Ela esteve na vanguarda de uma carta assinada por muitos líderes rabínicos pedindo a adoção da Emenda Dubs e falou ao lado de líderes judeus de uma série de denominações depois que a emenda foi inicialmente rejeitada, dizendo: "Acredito que a Grã-Bretanha tem a capacidade e a vontade de fazer mais durante esta crise". Em setembro de 2016, ela se dirigiu a uma multidão de 10 mil pessoas em um comício de Solidariedade aos Refugiados em Trafalgar Square.
Internacionalmente, a rabina se manifestou contra o tratamento dispensado aos refugiados que cruzam a fronteira entre os EUA e o México pela administração Trump, dizendo que "o entorpecimento da empatia, a desumanização de outras pessoas através do incentivo ao desdém são etapas documentadas na história que levaram a atrocidades e até genocídios".

### Israel
Laura Janner-Klausner é uma sionista progressista e considera Israel o centro espiritual e intelectual do judaísmo e do povo judeu. Ela apoia dois estados para Israel e a Palestina como a solução sustentável e justa para o conflito atual, tendo facilitado o diálogo Israel-Palestina para a União Europeia enquanto vivia em Jerusalém e liderado viagens à Cisjordânia com a Amigos Britânicos dos Rabinos pelos Direitos Humanos, da qual foi presidente.

### Poder religioso
Laura Janner-Klausner está especialmente interessada na relação entre religião e poder. Ela criticou os fundamentalistas religiosos, propondo que as interpretações literalistas do texto religioso "adorem palavras em vez de Deus". No Festival de Literatura de Bath, em março de 2013, ela falou sobre a importância de desafiar a crença religiosa e sugeriu "precisamos unir a fé e a dúvida".
Na Conferência Limmud em dezembro de 2013, Laura fez um discurso no "Jewish Dreams, Observations and Visions" (JDOV) sobre "O poder e seu descontentamento", abordando temas de poder e impotência no Judaísmo. Antes do discurso no JDOV, ela escreveu: "Acredito fortemente na inversão da pirâmide de poder para que todos reivindiquem a sua oportunidade de desempenhar o seu papel na decisões que afetam a si mesmos e às suas comunidades”.

## Vida pessoal
Laura Janner-Klausner foi apresentada por uma tia ao marido, David, em Jerusalém, em 1986. Eles se casaram em 1988 e têm três filhos: Tali, Natan e Ella. Dr. David Janner-Klausner foi Diretor de Programa e Planejamento da United Jewish Israel Appeal e atualmente trabalha como Diretor de Desenvolvimento de Negócios na Commonplace Digital Ltd. Ele é irmão de Amos Oz, o autor israelense.
Laura fala hebraico fluentemente.

## Reconhecimento
Ela foi reconhecida como uma das 100 mulheres da BBC em 2013.